# Меркулов, Илларион Григорьевич
Илларион Григорьевич Меркулов (1913 — 8 мая 1945) — заместитель командира взвода 873-го ордена Богдана Хмельницкого стрелкового полка (276-я стрелковая Темрюкская дважды Краснознаменная дивизия, 1-я гвардейская армия, 4-й Украинский фронт), старший сержант. Один из полных кавалеров ордена Славы, награждённых четырьмя орденами.

## Биография
Илларион Меркулов родился в 1913 году в селе Знаменское Обоянского уезда Курской губернии (территория современного Беловского района Курской области) в крестьянской семье. Русский. Получил пять классов образования. В детстве Илларион остался без матери, а его отец женился на другой женщине. Став старше, Илларион ушёл из дома и трудился в Донецкой и Архангельской областях на различных работах — от пекаря до объездчика лошадей.
В 1942 году был призван в Красную Армию. Воевал рядовым стрелком на Калининском фронте. В 1943 году вступил в ВКП(б). В составе 786-го стрелкового полка (155-я стрелковая дивизия, 38-я армия, Воронежский фронт) участвовал в сражении на Курской дуге летом 1943 года. Участвовал в освобождении Курской области, правобережной Украины. В сентябре 1943 года был ранен в бою, после госпиталя вернулся нести службу в свой полк. Младший сержант Меркулов в должности командира отделения автоматчиков участвовал в боях за освобождение левобережной Украины, Польши, а 23 февраля 1944 года был награждён медалью «За отвагу».
15 сентября 1944 года «в бою за высоту 508,0 в районе нефтепромыслов Пауль Санокского повета (Польша), мужественно командуя отделением, захватил в плен немецкого пулеметчика, в бою был ранен». 8 октября 1944 года был награждён второй медалью «За отвагу», однако эта медаль не была ему вручена. 10 октября в бою за село Русское у города Санок (Польша) получил четвёртое за войну ранение, был госпитализирован, после госпиталя его направили в 873-й стрелковый полк (276-я стрелковая дивизия, 1-я гвардейская армия), в составе которого он до конца войны воевал на 4-м Украинском фронт.
18 ноября 1944 года командир полка представил его к ордену Красной Звезды, однако командир дивизии оказался другого мнения о награде, и приказом по 276-й стрелковой дивизии от 6 декабря 1944 года старший сержант Меркулов Илларион Григорьевич был награждён орденом Славы 3-й степени (№ 179368).
15 декабря 1944 года Меркулов со взводом автоматчиков в районе словацкого села Даргов восточнее города Кошице удерживал безымянную высоту в течение суток, были отбиты две дневные и две ночные контратаки гитлеровцев. На следующий день он поднял взвод в атаку и выбил противника из леса, за этот бой лично убил восемь гитлеровцев, был ранен. За этот бой был вновь представлен командиром полка к награждению орденом Красного Знамени. Приказом по 276-й стрелковой дивизии от 6 января 1945 года старший сержант Меркулов был повторно награждён орденом Славы 3-й степени. Так как представление к ордену Красного Знамени было изменено в штабе армии, он приказом по войскам 1-й гвардейской армии от 5 февраля 1945 года был награждён орденом Славы 2-й степени, который ему не был вручен.
7 февраля 1945 года в бою под польским селом Мошаницы у города Живец старший сержант Меркулов со взводом автоматчиков отбил контратаку фашистов, затем поднял бойцов в атаку, со взводом овладел передней линией траншей противника, уничтожив более 30 гитлеровцев, что способствовало продвижению стрелков вперед и овладению важным опорным пунктом. 21 марта командир полка представил Меркулова к награждению орденом Славы 1-й степени. 8 апреля представление было подписано командующим фронтом.
Вечером 8 мая 1945 года 873-й стрелковый полк разместился на окраине города Оломоуц в Чехии, при артиллерийском налёте противника Илларион Меркулов был убит и похоронен 9 мая на южной окраине города Моравска-Тршебова.
Указом Президиума Верховного Совета СССР от 29 июня 1945 года за исключительное мужество, отвагу и бесстрашие, проявленные на заключительном этапе Великой Отечественной войны в боях с гитлеровскими захватчиками старший сержант Меркулов Илларион Григорьевич был посмертно награждён орденом Славы 1-й степени.

## Награды
- Орден Отечественной войны 2-й степени (17 декабря 1944 года).
- Ордена Славы 1-й, 2-й степени, два ордена Славы 3-й степени.
- Две медали «За отвагу» (23 февраля 1944 года, 8 октября 1944 года).